# Chapada dos Parecis
A Chapada dos Parecis é uma formação do relevo brasileiro, localizada no sudoeste do estado de Mato Grosso, próximo à fronteira com a Bolívia, situando-se em região central da América do Sul. De suas nascentes duas grandes bacias hidrográficas se formam: a Amazônica, dos rios Guaporé, Culuene, Papagaio e outros; e a Platina, já que ali nasce o rio Paraguai, que se integrará depois ao Paraná. Sua região é banhada por inúmeras cachoeiras e águas cristalinas, as quais podem ser acessadas a partir de Tangará da Serra, cidade média regional. Grande parte destas cachoeiras e rios situam-se terras Indígenas que, demarcadas pela Funai, representam em muitos casos, as poucas áreas ainda não desmatadas para o cultivo de soja ou cana em escala industrial da região. A toponímia "Parecis" deve-se à ocupação original dos índios Paresis, de língua aruaque, aos quais se referia como portadores de "muitos princípios de civilidade", em 1748, quando da criação e nomeação do governador da Província de Cuiabá e Mato Grosso.